# Liothorax alternatus
Liothorax alternatus är en skalbaggsart som beskrevs av Horn 1870. Liothorax alternatus ingår i släktet Liothorax och familjen Aphodiidae. Inga underarter finns listade i Catalogue of Life.